# Oricon
 Oricon Inc. (株式会社オリコン Kabushiki-gaisha Orikon) (Hercules: 4800), thành lập năm 1999, là tập đoàn đang nắm giữ vị trí hàng đầu của một nhóm công ty Nhật Bản cung cấp số liệu thống kê, thông tin về âm nhạc và ngành công nghiệp âm nhạc tại Nhật Bản. Nó bắt đầu như  Original Confidence Inc. (株式会社オリジナルコンフィデンス Kabushiki-gaisha Orijinaru Konfidensu), được thành lập bởi Sōkō Koike trong tháng 11 năm 1967 và từ đó trở nên nổi tiếng với các bảng xếp hạng âm nhạc . Oricon Inc. được thiết lập là công ty con đóng vai trò là nguồn gốc ban đầu và chiếm các bảng xếp hạng kỷ lục của Oricon trong tháng 4 năm 2002.
Chúng được biên dịch bằng cách sử dụng dữ liệu được rút ra từ con số 39.700 của cửa hàng bán lẻ (tới năm 2011) và cung cấp sản phẩm xếp hạng các đĩa nhạc CD, DVD, trò chơi điện tử và các sản phẩm giải trí khác dựa trên danh sách xếp loại hàng tuần. Kết quả được công bố vào mỗi ngày thứ 3 và đưa tin cho Oricon Style của công ty con Oricon Entertainment Inc. Nhóm này cũng liệt kê các bảng xếp hạng dựa trên khảo sát phổ biến cho quảng cáo truyền hình trên trang web chính thức của nó.

## Bảng xếp hạng

### Bảng xếp hạng hiện tại
- Bảng xếp hạng đĩa đơn (ngày 4 tháng 1 năm 1968–)
- Bảng xếp hạng album (ngày 5 tháng 10 năm 1987–)
- Bảng xếp hạng Karaoke (ngày 26 tháng 12 năm 1987–)
- Bảng xếp hạng bài hát (ngày 6 tháng 6 năm 2004–)
- Bảng xếp hạng DVD (ngày 5 tháng 4 năm 1999–)
- Bảng xếp hạng catalogue album dài ăn khách (ngày 2 tháng 4 năm 2001–)

### Bảng xếp hạng cũ
- Bảng xếp hạng LP (ngày 5 tháng 1 năm 1970–ngày 27 tháng 11 năm 1989)
- Bảng xếp hạng CT (ngày 2 tháng 12 năm 1974–ngày 27 tháng 11 năm 1989)
- Bảng xếp hạng MD (Chưa có thôngt tin)
- Bảng xếp hạng LD (Chưa có thôngt tin–ngày 7 tháng 2 năm 2000)
- Bảng xếp hạng VHD (Chưa có thôngt tin–ngày 27 tháng 11 năm 1989)
- Bảng xếp hạng Cartridges (ngày 2 tháng 12 năm 1974–ngày 24 tháng 4 năm 1978)
- Bảng xếp hạng Sell-Video (ngày 6 tháng 2 năm 1974–ngày 30 tháng 5 năm 2005)
- All-Genre Formats Ranking (ngày 24 tháng 5 năm 1984–ngày 2 tháng 4 năm 2001)
- Bảng xếp hạng Game Soft (ngày 20 tháng 2 năm 1995–ngày 28 tháng 11 năm 2005)
- Bảng xếp hạng Comics (ngày 6 tháng 2 năm 1995–ngày 26 tháng 3 năm 2001)
- Bảng xếp hạng New Media (Tháng 1 năm 2004–2005)

## Đĩa đơn bán chạy nhất mọi thời đại
|    | Thứ tự | Album                               | Nghệ sĩ                                                         | Doanh số |
| -- | ------ | ----------------------------------- | --------------------------------------------------------------- | -------- |
| 1  | 1975   | Oyoge! Taiyaki-kun                  | Masato Shimon                                                   | 4.547m   |
| 2  | 1972   | Onna no Michi                       | Shiro Miya và Pinkara Trio                                      | 3.256m   |
| 3  | 2000   | Tsunami                             | Southern All Stars                                              | 2.934m   |
| 4  | 1999   | Dango 3 Kyodai                      | Kentarō Hayami, Ayumi Shigemori, Himawari Kids, Dango Gasshōdan | 2.918m   |
| 5  | 1992   | Kimi ga Iru Dake de                 | Kome Kome Club                                                  | 2.895m   |
| 6  | 1991   | Say Yes                             | Chage & Aska                                                    | 2.822m   |
| 7  | 1994   | Tomorrow Never Knows                | Mr. Children                                                    | 2.766m   |
| 8  | 1991   | Oh! Yeah!/Love Story wa Totsuzen ni | Kazumasa Oda                                                    | 2.587m   |
| 9  | 2003   | Sekai ni Hitotsu dake no Hana       | SMAP                                                            | 2.573m   |
| 10 | 1995   | Love Love Love/Arashi ga Kuru       | Dreams Come True                                                | 2.488m   |

## Album bán chạy nhất mọi thời đại
| Thứ tự | Năm  | Album                   | Nghệ sĩ            | Doanh số  |
| ------ | ---- | ----------------------- | ------------------ | --------- |
| 1      | 1999 | First Love              | Hikaru Utada       | 7,650,215 |
| 2      | 1998 | B'z The Best "Pleasure" | B'z                | 5,135,922 |
| 3      | 1997 | Review                  | Glay               | 4,875,980 |
| 4      | 2001 | Distance                | Hikaru Utada       | 4,469,135 |
| 5      | 1998 | B'z The Best "Treasure" | B'z                | 4,438,742 |
| 6      | 2001 | A Best                  | Ayumi Hamasaki     | 4,301,353 |
| 7      | 1996 | Globe                   | Globe              | 4,136,460 |
| 8      | 2002 | Deep River              | Hikaru Utada       | 3,604,588 |
| 9      | 2000 | Delicious Way           | Mai Kuraki         | 3,530,000 |
| 10     | 1998 | Time to Destination     | Every Little Thing | 3,520,330 |